# آزادی، برابری، برادری

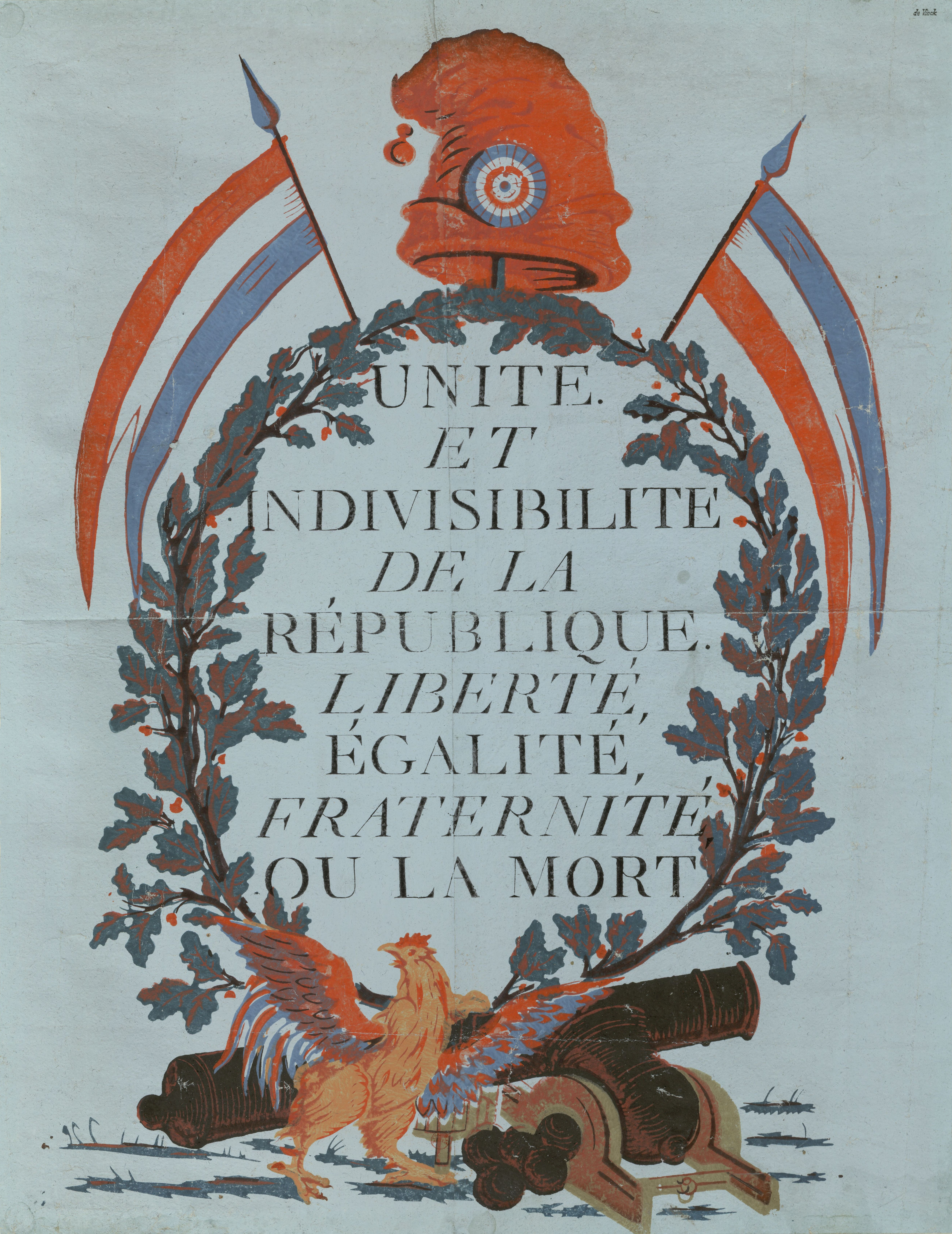
یک پوستر تبلیغاتی از سال ۱۷۹۳ به نمایندگی از جمهوری اول فرانسه با شعار «وحدت و جدایی ناپذیری جمهوری. آزادی، برابری، برادری یا مرگ». همراه با نمادهایی مانند پرچم‌های سه رنگ، کلاه و خروس گالین

آزادی، برابری، برادری یا مرگ (به فرانسوی: Liberté, Égalité, Fraternité ou la mort) شعار رسمی جمهوری فرانسه است. همچنین این شعار به تازگی در کشور هائیتی نیز به دلیل تأثیرات آن کشور از اصول کشور فرانسه، مورد استفاده قرار گرفته‌است.

## تاریخچه
این شعار در حدود سال ۱۷۹۰ در زمان انقلاب کبیر فرانسه و قبل از تشکیل اولین جمهوری فرانسوی، توسط انقلابیون این کشور شکل گرفت. در آن زمان شعائر دیگری از جمله «دوستی، نیکی، علم، اتحاد» نیز در افواه مطرح بود، اما هیچ‌کدام به اندازهٔ شعار «آزادی، برابری، برادری» محبوب نگشتند. «آزادی» شعاری بود که در آن سال‌ها بیشترین محبوبیت را دارا بود، سپس کلمهٔ «برابری» به آن اضافه گشت و در آخر نیز کلمهٔ «برادری» این شعار را تکمیل ساخت. اولین فردی که این شعار را بکار برد کسی نبود جز ماکسیمیلیان روبسپیر که در جزوهٔ «درآمدی بر تشکیلات گارد ملی»، تألیف ۱۷۹۰ از آن سخن راند. این جزوه توسط انجمن‌های مردمی در تمامی فرانسه انتشار یافت.

## عناصر
- آزادی:

اعلامیهٔ حقوق بشر و شهروندی ۱۷۸۹ فرانسه، آزادی را چنین تعریف کرده‌است: «آزادی را انجام هر عملی گویند، بدون آزار رسانیدن به دیگری. انجام حقوق طبیعی هیچ‌کس به هیچ وجه نمی‌تواند محدود شود، مگر هنگامی که با حقوق افراد دیگر جامعه تعارض پیدا کند. محدودیت مذکور فقط توسط قانون مشخص می‌گردد.» (یعنی در صورت عدم تصریح نص قانون، هیچ محدودیتی وجود نخواهد داشت).
شعار دیگری که می‌تواند با مفهوم آزادی در ارتباط باشد «یا زندگی آزاد یا مرگ» است.
- برابری:

دومین کلمهٔ شعار جمهوری فرانسه «برابری» است. این کلمه معرف اصل «قانون یکسان برای همه» می‌باشد. بر اساس مفهوم برابری، تبعیضات نوعی و نژادی برانداخته می‌شوند و ارزش هر شخص به اندازهٔ نفعی خواهد بود که از او به جامعه می‌رسد. اعلامیهٔ حقوق بشر ۱۷۹۳ فرانسه تصریح می‌کند که: «همهٔ انسان‌ها به صرف انسانیت برابر و در پیشگاه قانون یکسان می‌باشند». همچنین در سال ۱۷۹۵ اعلامیهٔ حقوق بشر فرانسوی اعلام می‌دارد: «برابری یعنی قانون یکسان برای همه. چه قانون حمایت کننده و چه مجازات کننده باشد. برابری باعث رفع هرگونه تبعیض نژادی و وراثت ارزش می‌گردد». جلوگیری از وراثت ارزش یعنی هرکس به واسطهٔ سعی و کوشش خویش به مقام و منزلت برسد و نه به واسطهٔ اسم و رسم پدر و …
ژان ژاک روسو - فیلسوف بزرگ فرانسوی - هم برابری را جوهر آزادی می‌داند و آن را اینگونه معرفی می‌کند: «هیچ‌کس آن اندازه بی‌ارزش نیست که به فروش برسد و نیز هیچ‌کس آنقدر ارزش ندارد که بتواند دیگری را بخرد.»
- برادری:

سومین اصل شعار فرانسه «برادری» می‌باشد. در سال ۱۷۹۵ زمانیکه سومین قانون اساسی فرانسه نوشته شده بود، در صدر منشور حقوق و وظایف شهروندی اینچنین آمده‌است:
«بر دیگران عملی را انجام ندهید که نمی‌خواهید دیگران آن را بر شما انجام دهند و با دیگران همان‌طور رفتار کنید که دوست دارید با شما رفتار شود». براساس اصول جمهوری فرانسه: «برادری یعنی در کنار هم بودن. چه فرانسوی باشیم چه نباشیم، همه باید برای به دست آوردن آن مبارزه کنیم تا بتوانیم به کمک آن برابری و آزادی خود را نیز جاودانه سازیم». به عقیدهٔ «پل تیبو» - یکی از فلاسفهٔ فرانسوی - «همان‌طور که آزادی و برابری حقوقی هستند که می‌بایست عملی شوند، برادری هم یک حق و یک الزام برای هرکس در برابر دیگری است. پس مفهوم برادری با نظم عمومی در سروکار است».